# Nasser Taghvai
Nāsser Taghvai ou Nāser Taghvāee (Abadã, 1941) é um director e roteirista iraniano que iniciou a sua carreira na década de 1960 realizando principalmente documentários, publicando Tranquility in the Presence of Others, a sua primeira longa-metragem, em 1970.

## Carreira
Nāsser Taghvāí nasceu na cidade de Abadã, no Irão. Depois de começar profissionalmente como escritor de relatos curtos, começou a filmar documentários em 1967, baseados principalmente na vida quotidiana iraniana. Gravou a sua primeira longa-metragem, Tranquility in the Presence of Others, em 1970, chamando à atenção da crítica especializada do seu país. A sua preocupação pela etnografia e pela atmosfera do sul do Irão é notável nas suas produções cinematográficas.
Muitos dos seus filmes baseiam-se em obras literárias. Captain Khorshid é uma adaptação da novela de Ernest Hemingway Ter ou não ter. O filme ficou localizado na terceira posição na categoria de melhor filme no Festival de Cinema de Locarno na sua edição número 48, celebrada na Suíça em 1988.
Em 1999 dirigiu um segmento do filme de antologia Tales of Kish, a qual foi nomeada para a prestigiosa Palma de Ouro outorgada no mesmo ano no festival de Cannes.

## Filmografia

### Longas-metragens e curtas-metragens
- 2005 - Chay-e talkh
- 2002 - Kaghaz-e bikhat
- 1999 - Ghessé hayé kish (segmento "The Greek Boat")
- 1990 - Ei Iran
- 1987 - Nakhoda Khorshid
- 1976 - Daei Jan Napoleon (série de televisão)
- 1973 - Nefrin
- 1972 - Sadegh Korde
- 1972 - Aramesh dar Hozur Deegaran
- 1971 - Rahaee (curta-metragem)
- 1967 - Telephone (curta-metragem)

### Documentários
- 2005 - Tamrin-e akhar
- 1997 - Pish
- 1971 - Mashadghali
- 1971 - Moosighi-e jonoob: Zar
- 1970 - Arbaïn
- 1970 - Naankhor-haye bisavadi
- 1969 - Bad-e Jenn
- 1969 - Nakhl
- 1968 - Panjshanbe'Bazaar-e Minaab
- 1967 - Arayeshgah-e aftab
- 1967 - Forough Farrokhzad
- 1967 - Raghs-e shamshir
- 1967 - Taxi Metr
- 1967 - Zanha va herfeha

## Prémios e reconhecimentos
| Evento                                      | Data | Prémio/Reconhecimento   | Produção         | Resultado |
| ------------------------------------------- | ---- | ----------------------- | ---------------- | --------- |
| Festival Internacional de Cinema de Fajr    | 1987 | Placa dourada           | Nakhoda Khorshid | Nominado  |
| Festival Internacional de Cinema de Locarno | 1988 | Leopardo de bronze      | Nakhoda Khorshid | Ganador   |
| Festival Internacional de Cinema de Locarno | 1988 | Leopardo dourado        | Nakhoda Khorshid | Nominado  |
| Festival Internacional de Cinema de Cannes  | 1999 | Palma de Ouro           | Ghessé hayé kish | Nominado  |
| Festival Internacional de Cinema de Fajr    | 2002 | Prémio especial do júri | Kaghaz-e bikhat  | Ganador   |